# 卡卡馬斯

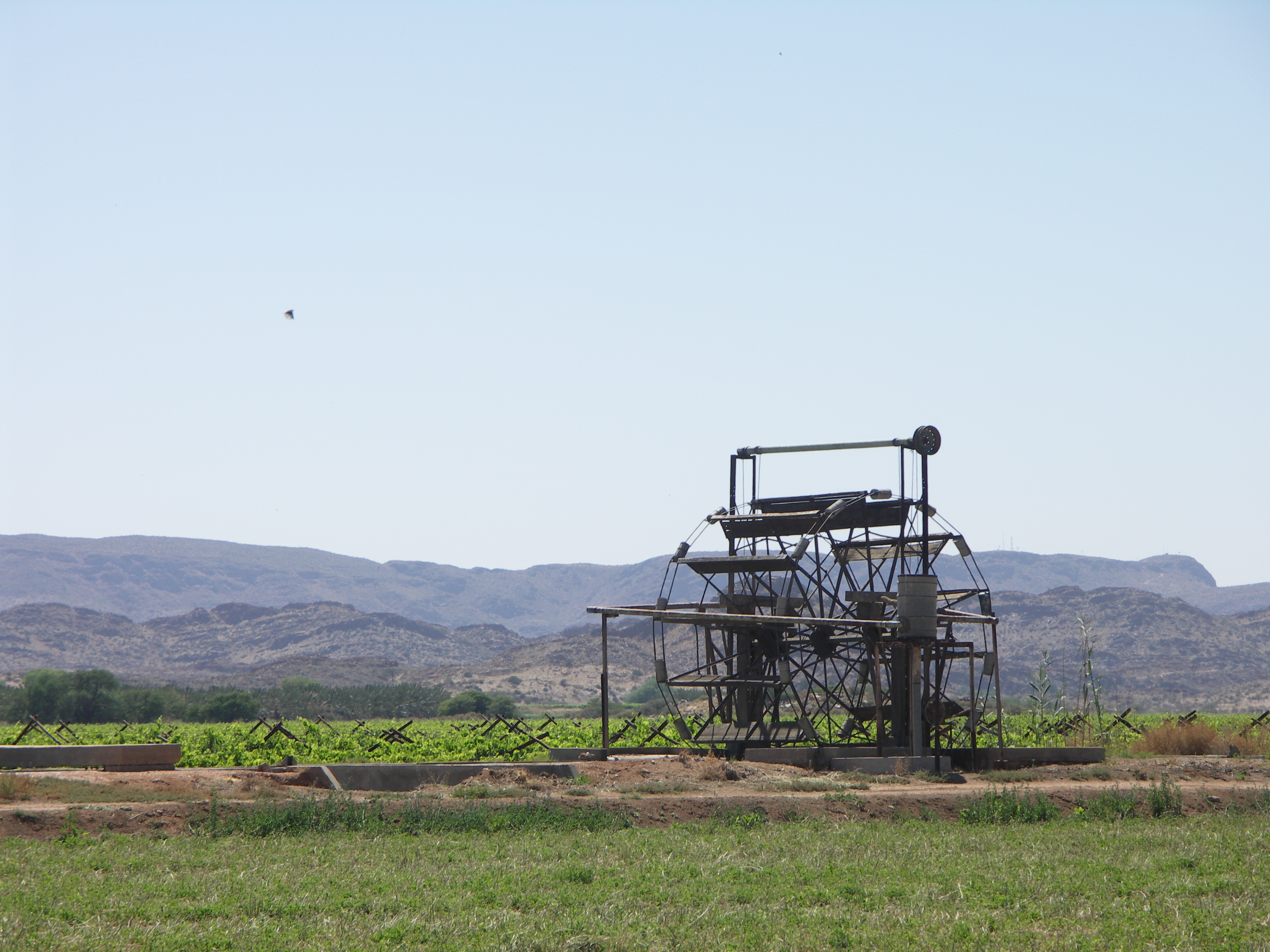
卡卡馬斯

卡卡馬斯（Kakamas）是南非的城鎮，位於該國西北部奧蘭治河畔，由北開普省負責管轄，始建於1898年，面積4.96平方公里，2007年人口7,303，人口密度每平方公里1,500人。

## 外部連結
- Green Kalahari （页面存档备份，存于）
- Kakamas site （页面存档备份，存于）
- Routes

28°48′S 20°39′E / 28.8°S 20.65°E